# Chalky Wright
Pour les articles homonymes, voir Wright.
Chalky Wright est un boxeur américain né le 10 février 1912 à Durango, Colorado, et mort le 12 août 1957.

## Carrière sportive
Il combat de 1928 à 1948 dans la catégorie poids plumes, totalisant 160 victoires (dont 81 avant la limite) contre 43 défaites et 18 matchs nuls. Le 11 septembre 1941, il devient champion du monde NYSAC (New York State Athletic Commission) en battant Joey Archibald au 11e round, titre qu'il perd le 20 novembre 1942 face à Willie Pep.

## Distinctions
- Wright est membre de l'International Boxing Hall of Fame depuis 1997.
- Il figure dans la liste des 100 meilleurs puncheurs de tous les temps établie en 2003 par Ring Magazine.

## Anecdote
- Il a été le chauffeur et le garde du corps de la célèbre actrice américaine Mae West.